# Scuola Superiore Guglielmo Reiss Romoli
La Scuola Superiore Guglielmo Reiss Romoli (SSGRR) è stata un centro di formazione internazionale sulle tecnologie dell'informazione e della comunicazione, fondata nel 1976 con sede all'Aquila per iniziativa della STET e che ha cessato le proprie attività nel 2009.

## Storia

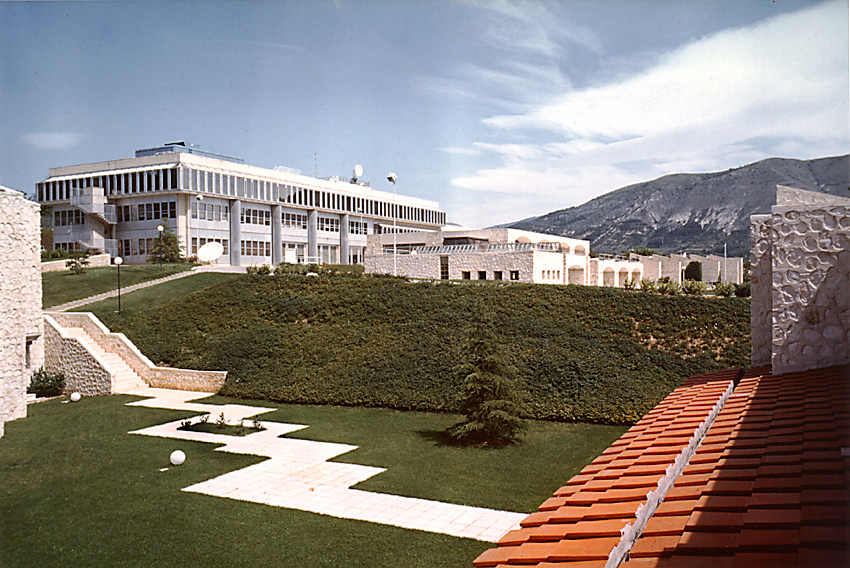
Residenze

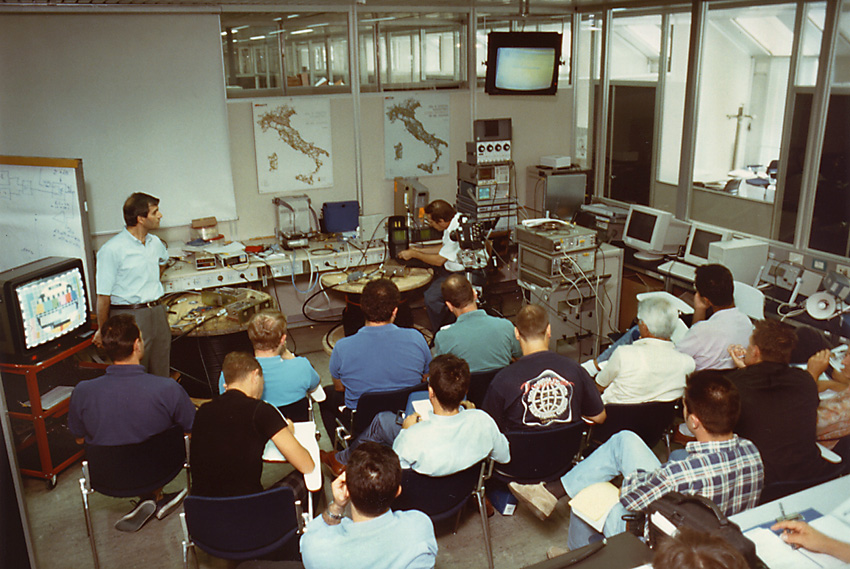
Laboratori

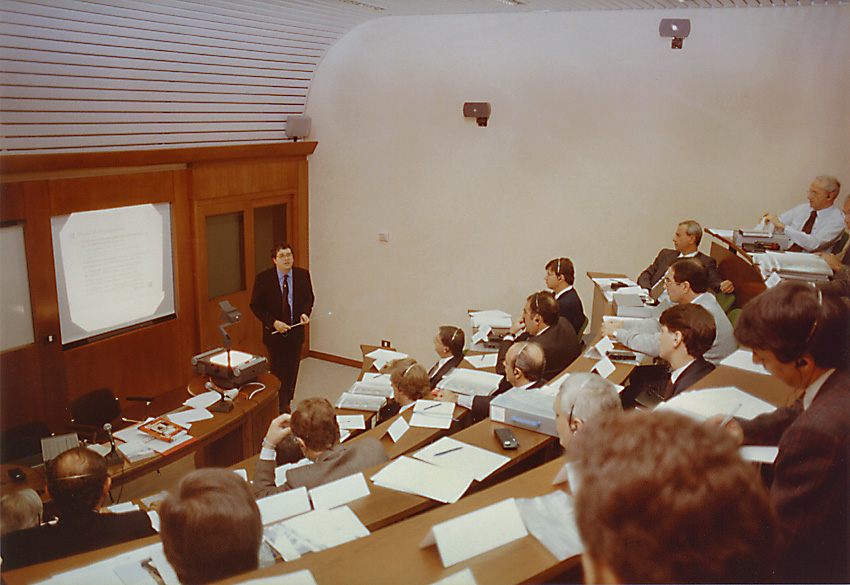
Presentazione con traduzione simultanea

La nascita della scuola, intitolata a Guglielmo Reiss Romoli primo direttore generale STET del dopoguerra, è legata alla necessità di formazione di ingegneri e dirigenti del settore delle telecomunicazioni. Dal 1972 la scuola cominciò a funzionare in una sede provvisoria all'Aquila, in attesa della realizzazione di un campus nella località di Coppito. La costituzione della scuola in società per azioni è datata 28 luglio 1976, ma l'apertura ufficiale del campus avvenne nel 1977. Il primo direttore della scuola nel 1976 fu Luigi Bonavoglia, diventato presidente della stessa nel 1985.
La scuola era destinata originariamente alla formazione post-universitaria di quadri e dirigenti SIP e STET. I docenti erano in parte interni ed in parte esterni, provenienti da altre società o da università e centri di ricerca italiani ed internazionali, tra i quali CSELT.
Gli argomenti sui quali venivano svolte attività di formazione e ricerca erano sia tecniche del settore dell'ICT (architetture delle reti di telecomunicazioni e servizi, infrastrutture di telecomunicazioni e tecnologie, informatica) che manageriali (marketing e strategia, organizzazione, regolamentazione).
L'ambito di azione della scuola era abbastanza ampio, dato che nel gruppo si avevano società che andavano alla progettazione di circuiti integrati di SGS, allo sviluppo software e costruzione di apparati di Italtel, alla gestione di servizi di telecomunicazioni da parte di SIP. Progressivamente le attività sono poi state aperte anche a partecipanti di società esterne al gruppo, consolidando il ruolo della scuola come polo di competenze nel settore ICT.
Nel 2001 si ha la fusione per incorporazione nella Reiss Romoli delle altre aziende che nel gruppo Telecom si occupavano di formazione (Consiel Formazione e Trainet) e dei centri di formazione di Telecom Italia, formando la società Telecom Italia Learning Services (TILS).
Nel luglio 2006 Telecom Italia Learning Services esce dal gruppo Telecom per entrare in nuova società, la TILS Holding, partecipata da Cegos e da Camporlecchio Educational. Dopo vicende societarie e giudiziarie, che hanno portato il 28 aprile 2009 all'arresto dell'amministratore delegato Renzo Bracciali, TILS venne chiusa nel 2009.
Dopo la chiusura, la maggior parte del personale venne riassorbita in Telecom Italia nella struttura di HR Services, mentre il marchio Reiss Romoli è stato rilevato da un gruppo di ex-dipendenti della scuola che ne hanno riavviato le attività di formazione con una nuova società, sempre con sede all'Aquila.

## Architettura

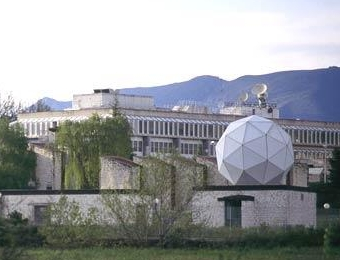
Antenne satellitari

Il progetto della Scuola Reiss Romoli è stato eseguito dallo Studio Antonelli-Greco di Roma, realizzando un complesso ispirato ai college anglosassoni. La struttura è caratterizzata da una muratura in pietra e realizzata con speciali criteri antisismici.
Si estende su 170.000 metri quadrati con cinque campi da tennis, uno di calcio, una struttura polivalente, un percorso vita, piscina e due palestre.
Il corpo principale ospita tutte le strutture dedicate alle attività didattiche, quali le aule, l'auditorium, la biblioteca, i laboratori, il centro editoria ed il centro multimediale. Inoltre ospita gli uffici del personale della scuola. Sulla destra del corpo centrale rispetto all'ingresso principale si trova il corpo delle iniziali 120 residenze, al quale è stato affiancato in un secondo tempo un altro corpo di 80 residenze alla sinistra del corpo centrale.
Dopo la cessazione delle attività della scuola ed a seguito del terremoto dell'Aquila del 2009, la struttura è stata utilizzata temporaneamente dall'Università degli Studi dell'Aquila, per rimanere successivamente inutilizzata.

## Attività

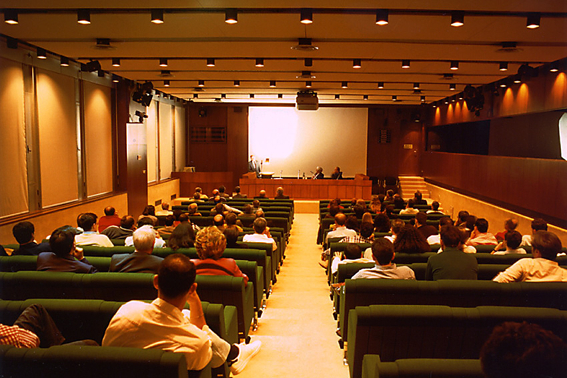
Auditorium

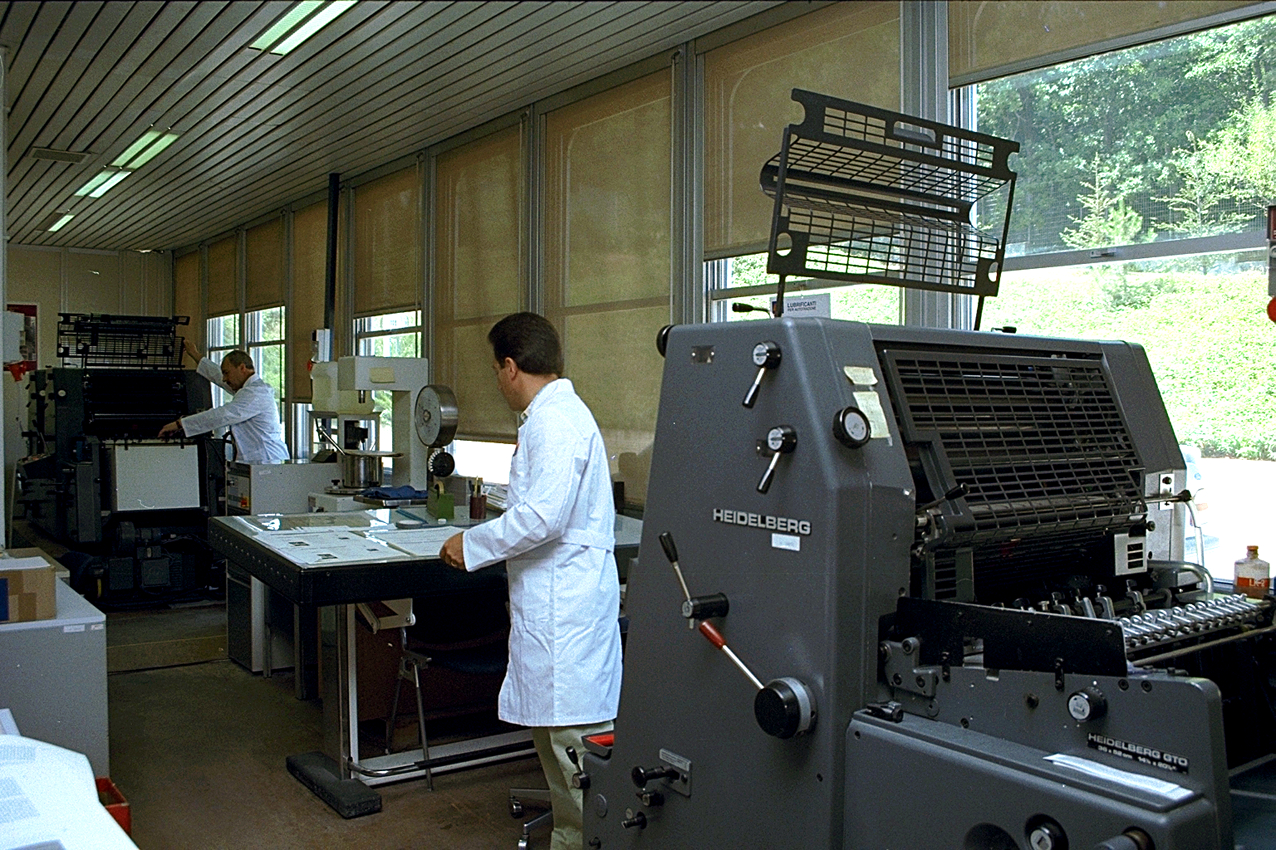
Stamperia

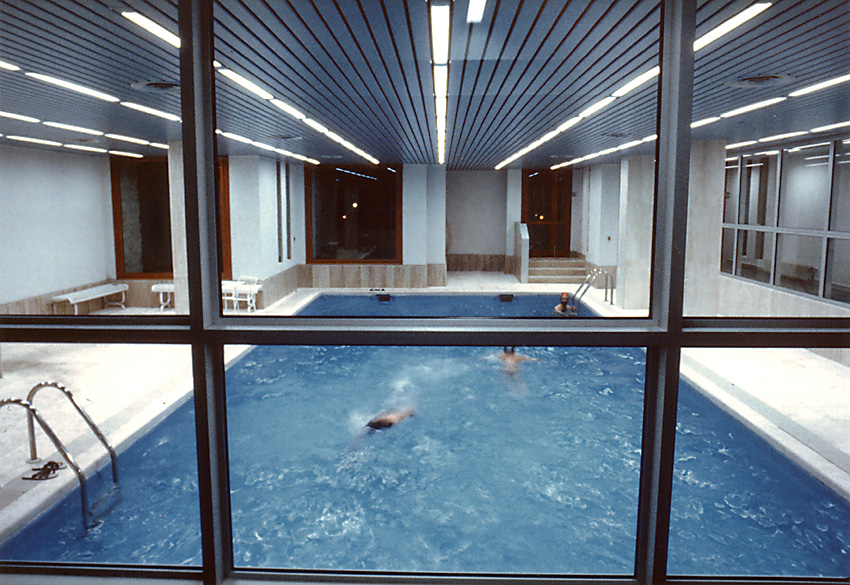
Piscina

Le attività di formazione alla scuola erano principalmente basate sul modello residenziale, per il quale il campus era stato realizzato. L'organizzazione dei corsi era svolta dalla faculty interna, con docenti interni specializzati su temi sia tecnici che manageriali; a questi si affiancavano docenti esterni provenienti da università, centri di ricerca ed aziende del settore. A supporto dell'attività didattica erano disponibili laboratori, dove poter effettuare prove e misure su apparati analoghi a quelli utilizzati sul campo dagli operatori.
A supporto della propria attività formativa, la scuola era dotata di un centro editoria e di un centro multimediale, per la produzione di materiale didattico. L'attività editoriale si è progressivamente estesa alla pubblicazione del bollettino trimestrate Società dell'informazione, di proceeding delle conferenze tenute presso la propria sede ed a ristampe anastatiche di testi in ambito scientifico.

## Pubblicazioni

### Ristampe anastatiche
1. Luigi Sacco, Manuale di crittografia, L'Aquila, SSGRR, 1986, OCLC 876048483.
2. James Clerk Maxwell, A treatise on electricity and magnetism, L'Aquila, SSGRR, 1989, OCLC 949244806.
3. Galileo Galilei, Discorsi e dimostrazioni matematiche intorno a due nuove scienze attenenti alla meccanica, ed ai movimenti locali, L'Aquila, SSGRR, 1990, ISBN 978-88-85280-06-9.
4. Augusto Righi, L'ottica delle oscillazioni elettriche: studio sperimentale sulla produzione di fenomeni analoghi ai principali fenomeni ottici per mezzo delle onde elettromagnetiche, L'Aquila, SSGRR, 1991, OCLC 876048533.
5. Isaac Newton, Mathematical Principles of Natural Philosophy, L'Aquila, SSGRR, 1992, ISBN 978-88-85280-14-4.
6. John Renshaw Carson, Electric circuit theory and the operational calculus, L'Aquila, SSGRR, 1993, ISBN 978-88-85280-31-1.

### Testi
1. Felice Andreis (a cura di), Ingegneria del software, L'Aquila, SSGRR, 1977, SBN USM1504333.
2. Emiliano Pollino, Giorgio Baccarani e al, L'affidabilità dei componenti elettronici a semiconduttore, L'Aquila, SSGRR, 1987, OCLC 797218429.
3. Stefano Breccia, Algoritmi per grafica mediante elaboratore, L'Aquila, SSGRR, 1988, ISBN 978-88-85280-05-2.
4. Emanuele Angeleri e al, Tecniche di trasmissione dati, L'Aquila, SSGRR, 1990, ISBN 978-88-85280-01-4.
5. Aldo Gilardini, Teoria dei segnali, L'Aquila, SSGRR, 1990, ISBN 978-88-85280-00-7.
6. Luigi Bonavoglia, Il segnale telefonico, L'Aquila, SSGRR, 1991, ISBN 978-88-85280-09-0.
7. Paolo Corsini e Graziano Frosini, Architettura dei sistemi a microprocessore, L'Aquila, SSGRR, 1991, ISBN 978-88-85280-07-6.
8. Milena Buttò, Ingegneria del traffico nelle reti di telecomunicazioni, L'Aquila, SSGRR, 1991, ISBN 978-88-85280-10-6.
9. Eraldo Damosso, Loris Stola e Paolo Semenzato, Radiopropagazione, L'Aquila, SSGRR, 1992, ISBN 978-88-85280-16-8.
10. P L Bargellini, Aldo Gilardini e al, Comunicazioni spaziali, L'Aquila, SSGRR, 1992, ISBN 978-88-85280-13-7.
11. Guido Paladin e Gaetano Vespasiano, Collegamenti in fibra ottica, L'Aquila, SSGRR, 1992, ISBN 978-88-85280-12-0.
12. Domenico Serafini, La rete numerica integrata nei servizi (ISDN), L'Aquila, SSGRR, 1993, ISBN 978-88-85280-34-2.
13. Franco Grimaldi, Valerio Zingarelli e Paolo Semenzato, Sistemi radiomobili cellulari, L'Aquila, SSGRR, 1993, ISBN 978-88-85280-11-3.
14. Jules Kadish e Attilia Properzi, Marketing internazionale, L'Aquila, SSGRR, 1993, ISBN 978-88-85280-35-9.
15. Giovanni Cancellieri e Ennio Gambi, Probabilità e fenomeni aleatori, L'Aquila, SSGRR, 1994, ISBN 978-88-85280-30-4.
16. Maurizio Ambrosini, Gabriele Gabrielli e al, Risorsa umana, sistemi sociali e cultura d'impresa: letture per valorizzare la persona nelle organizzazioni, L'Aquila, SSGRR, 1994, ISBN 978-88-85280-29-8.
17. Giorgio Levi e Frederic Patricelli, Prolog: Linguaggio, applicazioni ed implementazioni, L'Aquila, SSGRR, 1994, ISBN 978-88-85280-15-1.
18. Franco Ferrarotti e Pietro Crespi, La parola operaia: cento anni di vita operaia, 1892-1992, L'Aquila, SSGRR, 1994, ISBN 978-88-85280-27-4.
19. Silvano Gai, Pier Luca Montessoro e Pietro Nicoletti, Reti locali. Dal cablaggio all'internetworking, L'Aquila, SSGRR, 1995, ISBN 978-88-85280-22-9. URL consultato il 10 gennaio 2019.
20. Roberto Pignatelli (a cura di), Le reti a commutazione di pacchetto X 25, L'Aquila, SSGRR, 1995, ISBN 978-88-85280-26-7.
21. Stefano Breccia, I numeri nella storia dell'umanità, L'Aquila, SSGRR, 1995, ISBN 978-88-85280-21-2. URL consultato il 10 gennaio 2018.
22. Mauro Giaconi, Roberto Piermarini e Paolo Semenzato, Modulazione numerica, L'Aquila, SSGRR, 1995, ISBN 978-88-85280-32-8.
23. Piero Carducci e Raffaele Pugliesi, La valutazione degli investimenti in formazione, L'Aquila, SSGRR, 1995, ISBN 978-88-85280-25-0.
24. Aldo Roveri, Reti di telecomunicazioni: principi generali, L'Aquila, SSGRR, 1995, ISBN 978-88-85280-23-6.
25. Mauro Giaconi, Analisi dei sistemi di trasmissione, L'Aquila, SSGRR, 1995, ISBN 978-88-85280-20-5.
26. Umberto Pellegrini, Il libro elettronico: un nuovo strumento per imparare, L'Aquila, SSGRR, 1995, ISBN 978-88-85280-24-3.
27. Pietro Valocchi e Daniele Sereno, Codifica numerica del segnale audio, L'Aquila, SSGRR, 1996, ISBN 978-88-85280-55-7.
28. Riccardo Melen, Architetture di commutazione ATM, L'Aquila, SSGRR, 1996, ISBN 978-88-85280-36-6.
29. Attilia Properzi, Il marketing delle telecomunicazioni: dal monopolio alla concorrenza. L'analisi dell'evoluzione attraverso alcuni casi, L'Aquila, SSGRR, 1996, ISBN 978-88-85280-38-0.
30. AA.VV., Problemi della società dell'informazione: articoli tratti da Società dell'informazione, 1992-1996., L'Aquila, SSGRR, 1996, ISBN 978-88-85280-54-0.
31. Giuseppe Lizza (a cura di), Terzo millennio. Dal bosone di Higgs al villaggio virtuale, L'Aquila, SSGRR, 1997, ISBN 978-88-85280-41-0.
32. Attilio Achler, Easy GSM, L'Aquila, SSGRR, 1997, ISBN 978-88-85280-42-7.
33. Gaetano Vespasiano (a cura di), Le fibre ottiche per telecomunicazioni, L'Aquila, SSGRR, 1997, ISBN 978-88-85280-37-3.
34. Umberto Silvestri, La rivoluzione delle telecomunicazioni, L'Aquila, SSGRR, 1998, ISBN 978-88-85280-48-9.
35. Mauro Giaconi, Roberto Piermarini e Paolo Semenzato, Trasmissione numerica, L'Aquila, SSGRR, 1999, ISBN 978-88-85280-51-9.
36. Gianfranco Pasquino, Capire l'Europa, L'Aquila, SSGRR, 1999, OCLC 849199557.
37. Laura Nardone e Tiziana Paris, Teorie organizzative, a cura di Antonio Zappi, collana Lezioni di organizzazione aziendale, vol. 1, L'Aquila, SSGRR, 1997, ISBN 978-88-85280-40-3.
38. Attilia Properzi, Analisi strategica e quadro competitivo, a cura di Antonio Zappi, collana Lezioni di organizzazione aziendale, vol. 2, L'Aquila, SSGRR, 1996, ISBN 978-88-85280-17-5.
39. Piero Carducci e Marina Braccini, Le strutture organizzative, a cura di Antonio Zappi, collana Lezioni di organizzazione aziendale, vol. 3, L'Aquila, SSGRR, 1998, ISBN 978-88-85280-45-8.
40. Piero Carducci e Dante Mancini, I meccanismi operativi, a cura di Antonio Zappi, collana Lezioni di organizzazione aziendale, vol. 4, L'Aquila, SSGRR, 1996, ISBN 978-88-85280-56-4.
41. Marina Giardini e Roberta Nicchiarelli, Gestione delle risorse umane, a cura di Antonio Zappi, collana Lezioni di organizzazione aziendale, vol. 5, L'Aquila, SSGRR, 1998, ISBN 978-88-85280-46-5.
42. Roberta Nicchiarelli, La leadership, a cura di Antonio Zappi, collana Lezioni di organizzazione aziendale, vol. 6, L'Aquila, SSGRR, 1996, ISBN 978-88-85280-59-5.
43. Piero Carducci e Luciana Del Beato, Le aziende di servizi nella realtà contemporanea, a cura di Antonio Zappi, collana Lezioni di organizzazione aziendale, vol. 7, L'Aquila, SSGRR, 1997, ISBN 978-88-85280-44-1.
44. Marina Braccini, La qualità totale come strategia competitiva, a cura di Antonio Zappi, collana Lezioni di organizzazione aziendale, vol. 8, L'Aquila, SSGRR, 1998, ISBN 978-88-85280-47-2.
45. Piero Carducci e Alessandro Fiocco, Il paradigma gerarchia-mercato nelle decisioni di outsourcing dell'information technology, a cura di Antonio Zappi, collana Lezioni di organizzazione aziendale, vol. 9, L'Aquila, SSGRR, 1999, ISBN 978-88-85280-49-6.
46. Luciana Del Beato e Valentina Madama, La strategia del servizio nella nuova economia, a cura di Antonio Zappi, collana Lezioni di organizzazione aziendale, vol. 10, L'Aquila, SSGRR, 1999, ISBN 978-88-85280-50-2.

### Proceeding
1. Convegno sui ponti radio, L'Aquila, SSGRR, 17 maggio 1979, SBN UBO3366972.
2. Yannis Tsividis e Paolo Antognetti (a cura di), Design of MOS VLSI circuits for telecommunications, L'Aquila, SSGRR, giugno 18-29, 1984, ISBN 9780132006439.
3. International EURASIP Workshop on Coding of HDTV Vol. 1, L'Aquila, SSGRR, 12-13 novembre 1986, OCLC 931019589.
4. International EURASIP Workshop on Coding of HDTV Vol. 2, L'Aquila, SSGRR, 12-13 novembre 1986, OCLC 931019543.
5. Identificazione di modelli controllo di sistemi elaborazione di segnali, L'Aquila, SSGRR, 1989, OCLC 909374856.
6. 2nd International Workshop on Signal Processing of HDTV, L'Aquila, SSGRR, 29 febbraio - 2 marzo 1988, OCLC 931019574.
7. Vito Cappellini (a cura di), Intelligent terminals - COST 229 action (WG.3) workshop, L'Aquila, SSGRR, aprile 1992, SBN AQ10030935.
8. C. Verkerk (a cura di), 1992 CERN School of Computing, L'Aquila, SSGRR, 30 agosto - 12 settembre 1992, OCLC 898903512.
9. Francesco Melchiorri e Pierre Encrenaz (a cura di), Infrared astronomy from space, L'Aquila, SSGRR, 1992, SBN AQ10017086.
10. C. Verkerk (a cura di), 1993 CERN School of Computing, L'Aquila, SSGRR, 12-25 settembre 1993, OCLC 257538990.
11. W J Barr e A Pelaggi (a cura di), TINA '93: Proceedings of the Fourth Telecommunications Information Networking Architecture Workshop, L'Aquila, SSGRR, 1993, OCLC 221581267.
12. Summer course on Power electronics and drives, L'Aquila, SSGRR, 28 luglio-3 agosto 1994, SBN MIL0320088.
13. Delphi '99 : Italia : primi passi nel nuovo millennio, L'Aquila, SSGRR, 1999, SBN BA10111887.
14. 7th IFIP/IEEE International workshop on distributed systems operations & management, L'Aquila, SSGRR, ottobre 28-30, 1996, OCLC 438711003.
15. Frederic Patricelli e Pradeep K Ray (a cura di), HEALTHCOM2001: 3rd International Workshop on Enterprise Networking and Computing in Healthcare Industry, L'Aquila, SSGRR, 29 giugno-1 luglio 2001, ISBN 978-88-85280-53-3.
16. International Conference on Advances in Infrastructure for Electronic Business, Science and Education on the Internet, L'Aquila, SSGRR, 31 luglio- 6 agosto 2000, ISBN 978-88-85280-52-6.
17. Lars Frank (a cura di), International Conference on Advances in Infrastructure for Electronic Business, Science and Education on the Internet, L'Aquila, SSGRR, agosto 6-12, 2001, ISBN 978-88-85280-61-8.
18. International Conference on Advances in Infrastructure for e-Business, e-Education, e-Science and e-Medicine on the Internet, L'Aquila, SSGRR, 21-27 gennaio 2002, ISBN 978-88-85280-62-5.
19. International Conference on Advances in Infrastructure for e-Business, e-Education, e-Science and e-Medicine on the Internet, L'Aquila, SSGRR, 29 luglio - 4 agosto, 2002, ISBN 978-88-85280-63-2.
20. International Conference on Advances in Infrastructure for e-Business, e-Education, e-Science, e-Medicine and Mobile Technologies on the Internet, L'Aquila, TILS, 6-12 gennaio, 2003, ISBN 978-88-85280-75-5.
21. International Conference on Advances in Infrastructure for e-Business, e-Education, e-Science, e-Medicine and Mobile Technologies on the Internet, L'Aquila, SSGRR, 28 luglio- 3 agosto, 2003, ISBN 978-88-85280-74-8.